# Conocephalus meruense
Conocephalus meruense är en insektsart som först beskrevs av Sjöstedt 1909.  Conocephalus meruense ingår i släktet Conocephalus och familjen vårtbitare. Inga underarter finns listade i Catalogue of Life.